# Fátima Báñez
María Fátima Báñez García, född 6 januari 1967 i San Juan del Puerto, Huelva, Spanien, är en spansk politiker, advokat och ekonom. Sedan 22 december 2011 är hon Arbetsmarknads- och socialförsäkringsminister i regeringen Rajoy.

## Biografi
María Fátima Báñez García är ledamot i den VII Lagstiftande församlingen. Hon har en licentiatexamen i  juridik och i företagsekonomi (Ciencias Económicas y Empresariales) vid Universidad Pontificia Comillas (ICADE). Hon är även advokat – teknisk företagsrådgivare, samt var rådgivare vid Andalusiens radio och television (1997–2000). Hon är koordinator för partikansliet i Andalusien.
Den 22 december 2011 utsågs hon efter beslut av Mariano Rajoy till arbetsmarknads- och socialförsäkringsminister i den regeringen Rajoy, och ersatte Valeriano Gómez.

## Yrkeskarriär
- Ledamot i Comisión de Economía y Hacienda
- Språkrör för Comisión de Presupuestos
- Ledamot i Comisión de Industria, Turismo, y Comercio
- Ledamot i Delegación española en el Grupo de Amistad con la Cámara de Representantes de Japón